# Wera Jefremowna Pestel

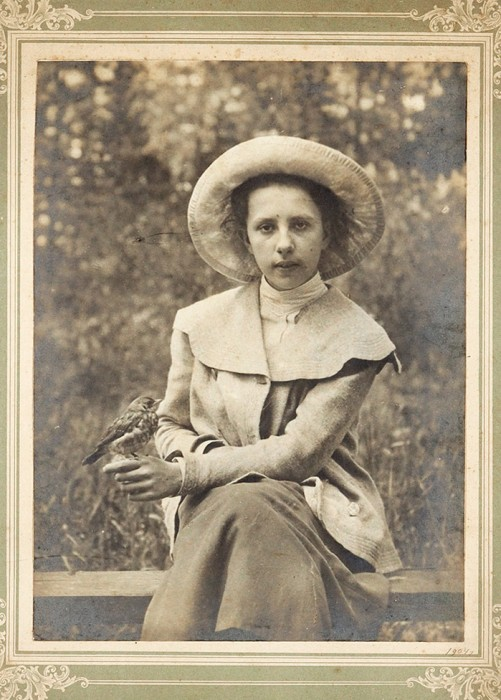
Wera Jefremowna Pestel (1904)

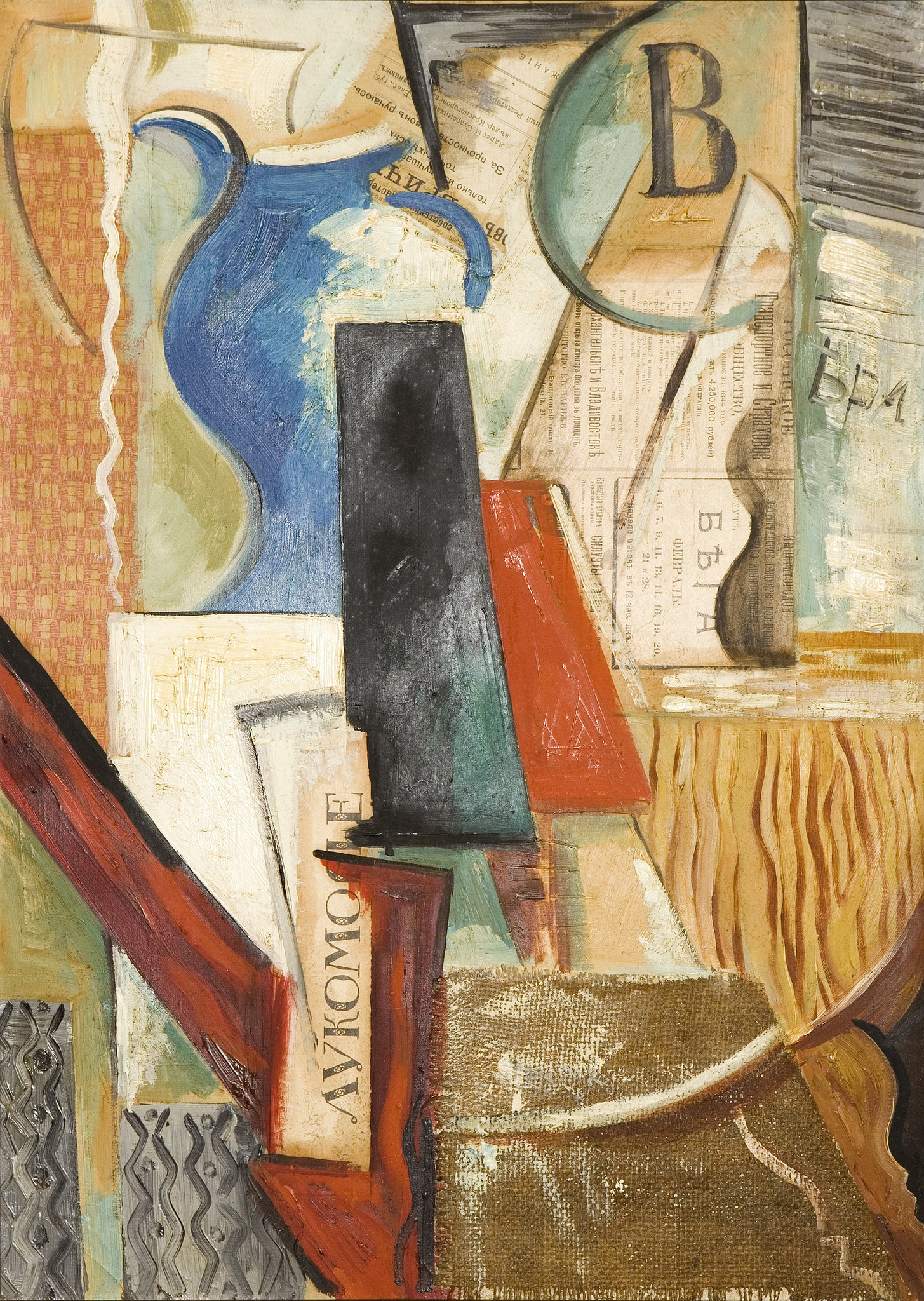
Kollage (1916)

Wera Jefremowna Pestel (russisch Вера Ефремовна Пестель; geboren als Vera Bal'i, 1. Maijul. / 13. Mai 1887greg. in Moskau, Russisches Kaiserreich; gestorben 18. November 1952 in Moskau, Sowjetunion) war eine russisch-sowjetische Malerin und Bühnenbildnerin.

## Leben
Wera Bali besuchte von 1904 bis 1906 die Sonntagsmalklassen der Stroganow-Schule. Außerdem nahm sie von 1906 bis 1908 Privatunterricht in den Ateliers von Iwan Dudin und Konstantin Fjodorowitsch Juon. Sie heiratete 1907. Pestel studierte von 1909 bis 1911 Malerei in München an der Schule von Simon Hollósy und machte eine Grand Tour durch Deutschland, Italien und Frankreich. 1912/13 studierte sie in Paris parallel zu Ljubow Popowa und Nadeschda Udalzowa bei Le Fauconnier und Jean Metzinger an der Académie de la Palette. In der Zeit danach arbeitete sie in Wladimir Tatlins Atelier Der Turm und orientierte sich an Kasimir Malewitsch und dem Suprematismus.
Pestel nahm 1915 an der Futuristenausstellung 0,10 in Sankt Petersburg teil und 1916 an der von Tatlin organisierten Ausstellung Magazin. 1916/1917 gehörte sie in der Moskauer Künstlervereinigung der Gruppe „Supremus“ an. 1918 gestaltete sie mit Sofia Karetnikowa, Popowa und Udalzowa die Innenräume des Klubs der linken Föderation des Malverbandes im suprematistischen Stil. Ab 1920 arbeitete sie hauptsächlich als Bühnenbildnerin sowie als Kunsterzieherin für Kinder. 1922 entwarf sie die Bühnenausstattung und Kostüme für die Ballette „Fuente Ovechuna“ und „Szenen aus dem Leben in China“ im Atelier Schalomowa. 1922 nahm sie an der Ersten Russischen Kunstausstellung in Berlin und 1923 in Amsterdam teil. Von 1922 bis 1925 war sie Mitglied der Gruppe Makowez und gründete mit Lew Schegin die Künstlergruppe Der Weg der Malerei.